# Glasmanufaktur Schorborn
Die Glasmanufaktur Schorborn lag am nordöstlichen Solling und bestand aus mehreren Bauten.

## Gründung

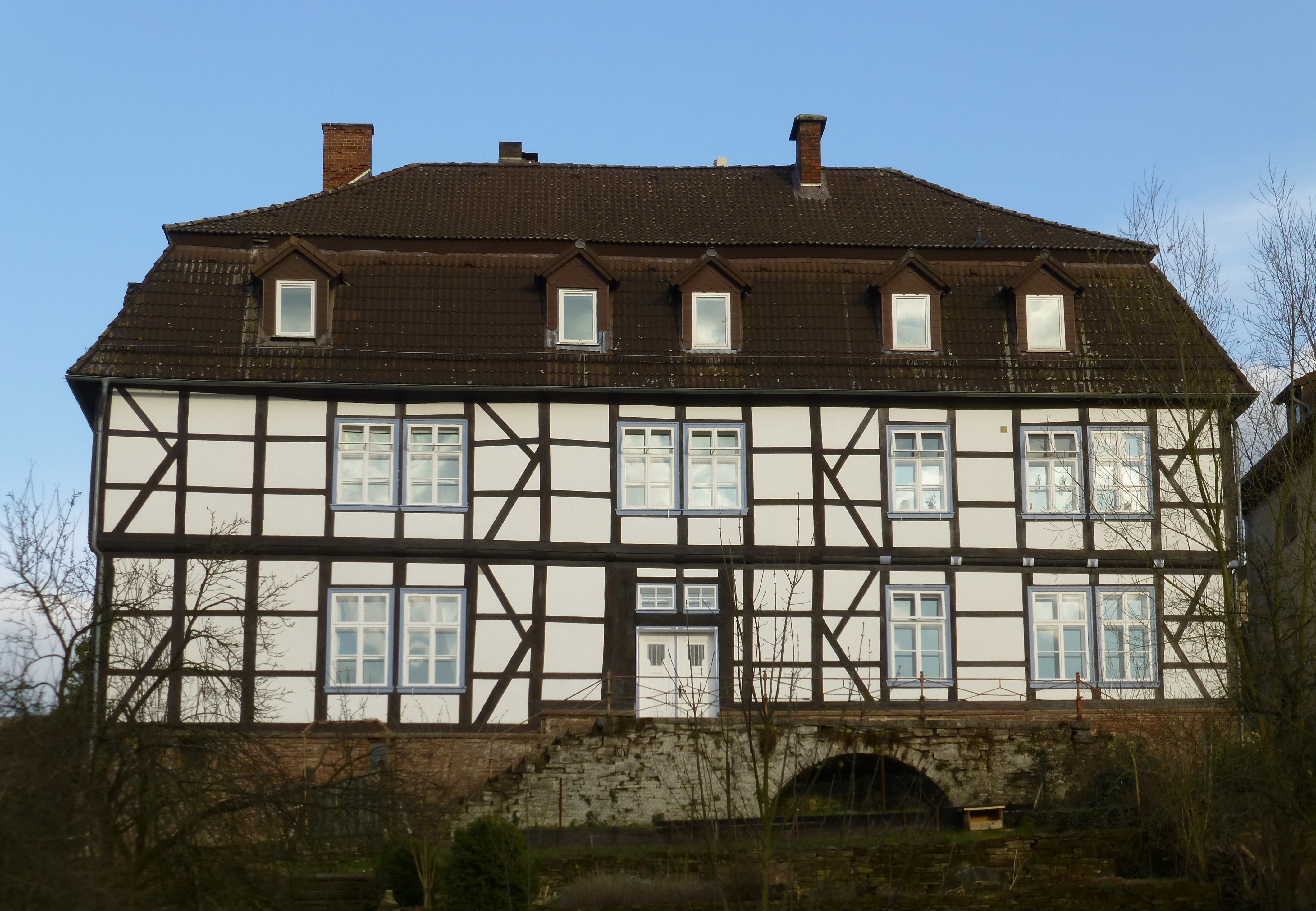
Ehemaliges Herrenhaus der Glasmanufaktur in Schorborn

Die Ortswüstung Schorborn wurde 1744/45 mit der Anlage der Fürstlichen Hohl- und Tafelglashütte am Schorbornsteich als Glashütte durch Herzog Karl I. von Braunschweig unter maßgeblicher Arbeit des Kammerrates Thomas Ziesich wiederbelebt.
Bereits 1776 wurde der „grüne Ofen“ (also die für die Herstellung von Grünglas genutzte Anlage) der Glashütte aufgrund Holzmangels in Schorborn durch den Pächter Christian Friedrich Wackerhagen (1741–1790, Amtmann in Allersheim und Bevern) in das nur 2,9 Kilometer südöstlich gelegene Pilgrim bei Heinade verlegt. Später, 1783 unter dem Hüttenpächter Georg Christoph Seebass (1734–1806), wurde auch die Weißglashütte geteilt und in Schorborn nur noch weißes Hohlglas mit teils aufwendigen Verzierungen produziert, während in Mühlenberg Tafelglas und Medizinglas produziert wurde. Nachfolger seines Vaters wurde ab 1806 Friedrich Christian Werner Seebass (1769–1843), der Wackerhagens Tochter Juliane Friederike Wilhelmine (1787–1819) heiratete, und nach diesem sein Sohn Johann Ernst Friedrich Wilhelm (1810–1877).
In Schorborn wurde ein technisches Verfahren zur Herstellung von farblosem Glas entwickelt. Laut dem Heimatforscher Otto Bloss wurde es „Christallglas“ genannt und zu feinem Kunstschnitt und Kunstschliff gebraucht. Die Schorborner Hütte und die Spiegelglashütte auf dem Grünen Plan in Grünenplan deckten den Glasbedarf des Herzogtums Braunschweig.

## Produkte
Die Erzeugnisse der Hütte bestanden zunächst aus grünem Glas für Fensterscheiben und Hohlgläser, wobei das grüne Hohlglas vor allem im Lande abgesetzt wurde. Es nahm seinen Weg aber auch in Gebiete des „Auslandes“. Das weiße Hohlglas ging ins Hannoversche und darüber hinaus bis nach Nordhausen und Leipzig. Das Tafelglas fand seine Abnehmer in Braunschweig, Hameln, Göttingen und in anderen Orten. Ab 1768 wurden z. B. geschliffene Pokale mit Wappen und Namenszug mit und ohne Deckel hergestellt. Des Weiteren wurden Blumentöpfe, Tafelaufsätze, Tafelleuchter, Fruchtkörbe, Konfektschalen, Wein-, Bier- und Spitzgläser (für Schnaps und Likör) angefertigt. Seit 1878 wurden neben physikalischen und optischen Gläsern auch Medizingläser hergestellt. In der zweiten Hälfte des 18. Jahrhunderts und im beginnenden 19. Jahrhundert waren die Produkte der Glasmanufaktur Schorborn aufgrund ihrer Form- und Gestaltungsvielfalt führend im oberen Weserraum. Die Glasmacher zeigten eine breite Kreativität und hohe Produktivität. Zu den Persönlichkeiten, die für die Hütte arbeiteten, gehörten der Fürstliche Glasschneider Johann Heinrich Balthasar Sang und der Glasschneider, Vergolder und Glasmaler Johann Nicolaus Fleischhauer.

## Schließung
Die Glashütte in Schorborn wurde nach einem Umbau und einem Standortwechsel (vom heutigen Dorfplatz an die Kurve des heutigen Glashüttenweges) innerhalb Schorborns verlegt. Erstmals 1841, endgültig aber 1905 wurde sie geschlossen. Der Grund für die Aufgabe der Glashütten im Solling liegt vorwiegend in der Entfernung zu Handelsstraßen sowie den hohen Transportkosten von Kohle und anderen Rohstoffen vom Bahnhof Arholzen nach Schorborn und der unter anderem dadurch schwierigen Absatzsituation.

## Sehenswürdigkeiten

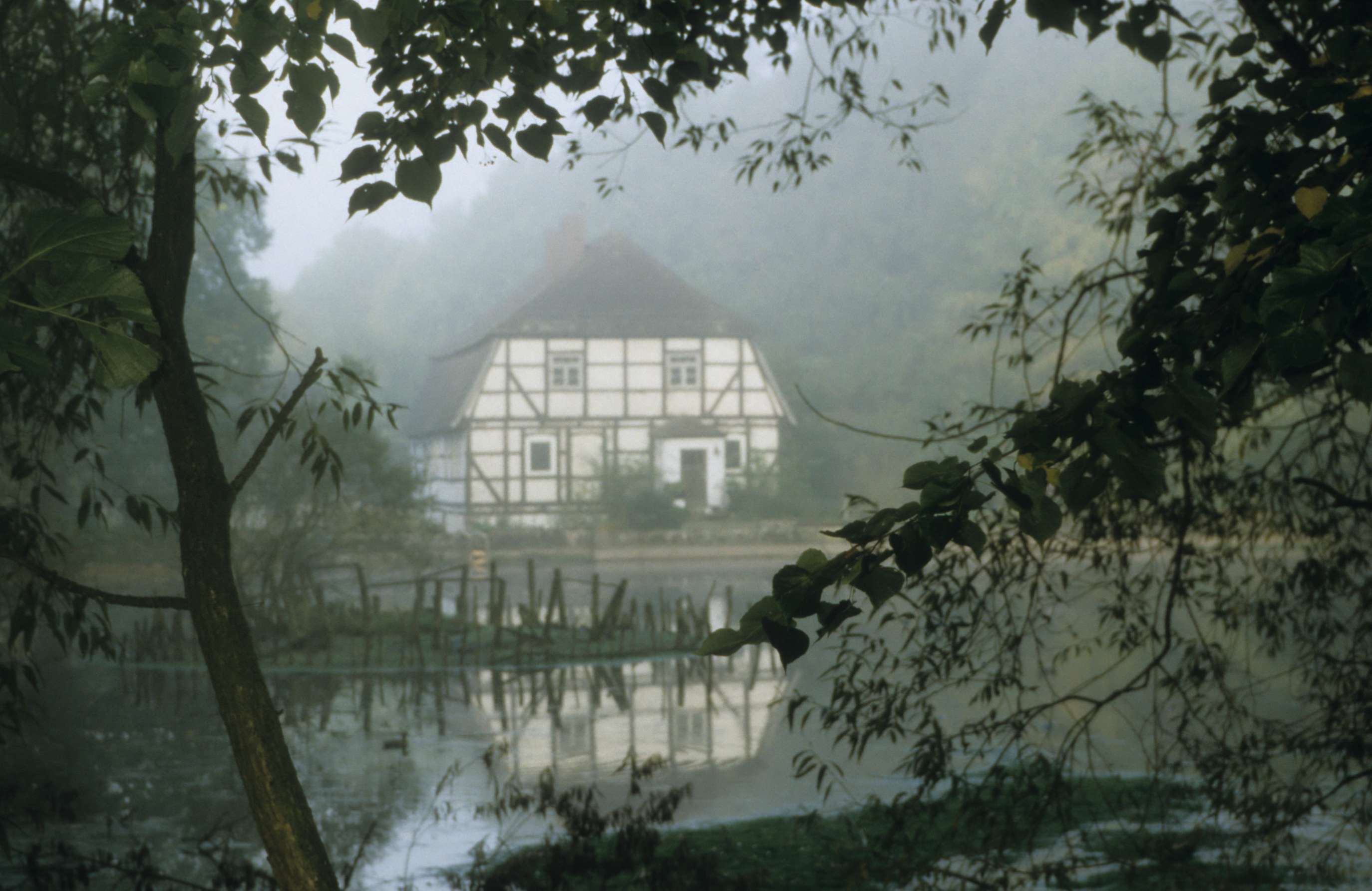
Die ehemalige Glasmühle am Mühlteich in Schorborn

Aus der Gründungszeit der Glashütte im 18. Jahrhundert stammen noch das Haus des ehemaligen Glashüttenmeisters Johann Konrad Seitz und das Forsthaus, das heißt das ehemalige Herrenhaus. Beide Häuser zeigen trotz mehrfacher Umnutzung noch typische Architekturformen und Details der Bauzeit.
Die Schorborner Glashütte ist nach den immer wieder verlagerten Waldglashütten die erste ortsfeste Glashütte des Sollings. Der Ort Schorborn wurde im Zusammenhang mit der Glashütte „neu gegründet“. Man begann mit der Anlage der Siedlung „langen Reihe“. Diejenigen, die bauen wollten, erhielten das Bauholz umsonst und bekamen Steuererleichterungen. Die Glashütte wurde auf dem heute noch vorhandenen, aber inzwischen verkleinerten Dorfplatz errichtet.

## Vergleichbare Anlagen
Nahezu zeitgleich entstanden eine Glashütte für Hohlglas mit der Glasmanufaktur Holzen am Ith und die Spiegelglashütte auf dem Grünen Plan in Grünenplan im Hils. Die Gründungen dienten dem Aufbau eines Manufakturwesens im Braunschweigischen Weserdistrikt in der Zeit des aufblühenden Merkantilismus im 18. Jahrhundert. Als hannoversche Gegengründung entstand die Spiegelglashütte Amelith.